# Masowe strzelaniny w Stanach Zjednoczonych

Roczna liczba ofiar masowych strzelanin od 1982 r.

Masowe strzelaniny w Stanach Zjednoczonych – strzelaniny w miejscach publicznych w Stanach Zjednoczonych, w których z rąk pojedynczego napastnika (rzadziej dwóch napastników) śmierć poniosły przynajmniej cztery ofiary (z wyjątkiem walk grup przestępczych i napadów z bronią). Od 1966 do 2017 r. w USA miało miejsce 150 masowych strzelanin, w których zginęło 1077 osób, w tym 176 nieletnich, co czyni ten kraj miejscem, gdzie dochodzi do tego typu zdarzeń najczęściej (drugie miejsce zajęły Filipiny z 18 masowymi strzelaninami).

## Najkrwawsze masowe strzelaniny w Stanach Zjednoczonych
- 1. Strzelanina w Las Vegas, 1 października 2017 – 59 zabitych (w tym sprawca), 851 rannych
- 2. Strzelanina w klubie nocnym w Orlando, 12 czerwca 2016 – 50 zabitych (w tym sprawca), 53 rannych
- 3. Strzelanina w Virginia Tech, 16 kwietnia 2007 – 33 zabitych (w tym sprawca), 23 rannych
- 4. Strzelanina w szkole w Newtown, 14 grudnia 2012 – 28 zabitych (w tym sprawca), 2 rannych
- 5. Strzelanina w kościele w Sutherland Springs, 5 listopada 2017 – 27 zabitych (w tym sprawca), 20 rannych
- 6. Strzelanina w barze Luby’s w Killeen, 16 października 1991 – 24 zabitych (w tym sprawca), 27 rannych
- 7. Strzelanina w El Paso (2019), 3 sierpnia 2019 – 22 zabitych, 24 rannych
- 8. Masakra w restauracji McDonald’s w San Ysidro, 18 lipca 1984 – 22 zabitych (w tym sprawca), 19 rannych
- 9. Strzelanina na Uniwersytecie Teksańskim w Austin, 1 sierpnia 1966 – 18 zabitych (w tym sprawca), 31 rannych
- 10. Strzelanina w Douglas High School w Parkland, 14 lutego 2018 – 17 zabitych, 17 rannych
- 11. Strzelanina w San Bernardino, 2 grudnia 2015 – 16 zabitych (w tym obydwoje ze sprawców), 23 rannych
- 12. Masakra w Columbine High School, 20 kwietnia 1999 – 15 zabitych (w tym obydwaj sprawcy), 24 rannych
- 13. Strzelanina w placówce pocztowej w Edmond, 20 sierpnia 1986 – 15 zabitych (w tym sprawca), 6 rannych
- 14. Strzelanina w Fort Hood, 5 listopada 2009 – 14 zabitych, 33 rannych
- 15. Strzelanina w Binghamton, 3 kwietnia 2009 – 14 zabitych (w tym sprawca), 4 rannych
- 16. Strzelanina w Thousand Oaks, 7 listopada 2018 – 13 zabitych (w tym sprawca), 25 rannych
- 17. Strzelanina w Washington Navy Yard, 16 września 2013 – 13 zabitych (w tym sprawca), 8 rannych
- 18. Strzelanina w Virginia Beach, 31 maja 2019 – 13 zabitych (w tym sprawca), 5 rannych
- 19. Strzelanina w Camden, 6 września 1949 – 13 zabitych, 3 rannych
- 20. Strzelanina w Seattle (1983), 18 lutego 1983 – 13 zabitych, 2 rannych

Źródło: 